# At Your Service (musikalbum av Paul Paljett)
At Your Service är den svenske sångaren Paul Paljetts tredje studioalbum, utgivet 1978 på Mariann Grammofon.

## Låtlista
| 1. | "Keep Dialin'"      | Paul Sahlin, Thomas Minor | 3:57 |
| 2. | "Little Cherry"     | Paul Sahlin, Thomas Minor | 3:46 |
| 3. | "Sommaren är ung"   | Paul Sahlin               | 3:15 |
| 4. | "Misslyckade mig"   | Paul Sahlin               | 2:47 |
| 5. | "Harder Than Stone" | Paul Sahlin, Thomas Minor | 3:16 |
| 6. | "Angel Face"        | Paul Sahlin, Thomas Minor | 3:01 |

| 1.           | "Hurry up Diana"              | Paul Sahlin, Thomas Minor    | 4:17  |
| 2.           | "Goodbye for a While"         | Paul Sahlin, Thomas Minor    | 3:25  |
| 3.           | "Siri Lin"                    | Monica Forsberg, Paul Sahlin | 3:59  |
| 4.           | "Funky Fever"                 | Paul Sahlin, Thomas Minor    | 3:09  |
| 5.           | "Jag vill ge dig ett äventyr" | Monica Forsberg, Paul Sahlin | 3:45  |
| 6.           | "Acapulco Dance"              | Dougie Lawton, Paul Sahlin   | 2:32  |
| Total längd: | Total längd:                  | Total längd:                 | 39:09 |

## Listplaceringar
| Lista (1978) | Position |
| ------------ | -------- |
| Sverige      | 29       |